# Penya del Duc
La Penya del Duc és una muntanya de 211 metres que es troba al municipi de Sant Pere de Ribes, a la comarca del Garraf.
També és anomenada La Penya, Penya Marcer o Penya de Can Marcer, a causa de la proximitat del mas de Can Marcer de la Penya, avui absorbit per la urbanització de Can Lloses - Can Marcer.